# Дандердейл, Уилфред
Уилфред Альберт Дандердейл (англ. Wilfred Dunderdale ; также называемый Билл и Биффи; псевдоним Джон Грин; 24 декабря 1899 года, Одесса — 13 ноября 1990 года, Нью-Йорк) — офицер британской разведки. Один из прототипов Джеймса Бонда.

## Биография
Дандердейл родился 24 декабря 1899 года в Одессе. Сын британского морского инженера Ричарда Альберта Дандердейла. Окончив гимназию в Николаеве, начал изучать архитектуру в Санкт-Петербурге, однако был вынужден покинуть город из-за революции.
Дандердейл уехал во Владивосток, где по поручению своего отца организовал перевозку подлодки, поставленной Соединенными Штатами и разделённой на пять секций, товарным поездом через охваченную революцией Россию до Чёрного моря. Благодаря успешно выполненному заданию и языковым навыкам был нанят Британской военно-морской разведывательной службой как агент и в течение последующих лет работал на Чёрном и Мраморном морях.
В 1921 году Дандердейл был принят на службу в Секретную разведывательную службу (SIS, также известную как MI6), службу внешней разведки Великобритании. Сначала работал в Константинополе.
В 1926 году он был назначен руководителем отделения SIS на улице Журбер в Париже. Этот пост он занимал четырнадцать лет, до 1940 года. Главной его задачей была организация связи с британскими разведывательными службами и организация шпионской деятельности в России и Германии.
Важное значение для дальнейшего хода Второй мировой войны имела организованная Дандердейлом передача копии немецкой шифровальной машины Enigma, изготовленной экспертами польской секретной службы, в SIS в 1939 году. Это стало основой для британского наблюдения за немецким радиообменом на протяжении остальных военных лет в центре декодирования в Блетчли-Парке.
После немецкой оккупации Франции в 1940 году и, в частности, Парижа Дандердейл был одним из последних британских представителей, бежавших из города в июне 1940 года, непосредственно перед тем, как германские войска вошли в Париж. Дандердейл добрался до Бордо, откуда был эвакуирован специальным бортом Королевских ВВС.
Ещё до войны национал-социалистические полицейские органы классифицировали Дандердейла как важную мишень. Весной 1940 года Главное управление безопасности Рейха в Берлине внесло его в специальный розыскной список по Великобритании. Это был список лиц, которых в случае успешного вторжения и оккупации Британских островов вермахтом должны были найти и арестовать спецподразделения СС.
В первые послевоенные годы Дандердейл руководил специальным центром связи секретной службы, отвечающим за надзор и проверку перебежчиков из Восточного блока, а также за проведение допросов с целью получения информации о коммунистических государствах Восточной Европы. Штат Центра особой связи состоял в основном из польских и русских эмигрантов.
В 1959 году Дандердейл покинул SIS. Позже переехал в Нью-Йорк, где и скончался в ноябре 1990 года.

## Влияние
В специализированной литературе Дандердейла часто рассматривают как одного из нескольких претендентов на роль прототипа персонажа Яна Флеминга — британского секретного агента Джеймса Бонда: известно, что Флеминг встречался с Дандердейлом во время Второй мировой войны и впоследствии имел более тесные профессиональные контакты с ним (Флеминг в то время был помощником начальника британской военно-морской разведки, а Дандердейл был старшим агентом в SIS).
Кроме того, исследователи бондианы указывают на различные параллели между персонажем Флеминга и Дандердейлом с точки зрения личности/натуры, габитуса и жизненных привычек. Вымышленный агент Бонд имеет многочисленные черты, которые также были присущи настоящему агенту Дандердейлу: Дандердейл, как и Бонд, предпочитал костюмы по заказу, курил те же сигареты, что и герой романа, и, как и он, считался бабником, бонвиваном и любителем дорогих автомобилей, оснащенных индивидуальным специальным оборудованием (например, он использовал в Париже пуленепробиваемый Rolls-Royce).
Наконец, в романах о Бонде можно найти немало элементов реальной профессиональной карьеры тайного агента Дандердейла.